# Binay Ranjan Sen

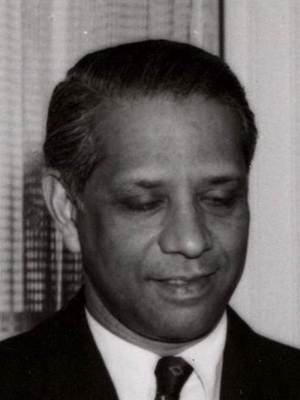

Binay Ranjan Sen (beng. বিনয় রঞ্জন সেন; ur. 1 stycznia 1898, zm. 12 czerwca 1993) – indyjski dyplomata bengalskiego pochodzenia, dyrektor generalny ds wyżywienia w rządzie Indii pod protektoratem Wielkiej Brytanii (1943-1946), ambasador Indii we Włoszech (1950-1951 i 1953-1954), w Stanach Zjednoczonych (1951-1952) i w Japonii (1954-1956), dyrektor generalny Organizacji ds. Wyżywienia i Rolnictwa (FAO).